# Каракуличі
Каракуличі (біл. вёска Каракулічы) — село в складі Мядельського району Мінської області, Білорусь. Село підпорядковане Сирмезькій сільській раді, розташоване в північній частині області.